# Ifni
Ifni fue una  colonia y posteriormente una provincia española hasta el 30 de junio de 1969, fecha en la que se cede al Reino de Marruecos. Por el Plan de Reforma Territorial del Estado, la provincia de Sidi Ifni (en la región de Guelmim-Ued Nun desde 2015), la forman dos municipios urbanos y diecisiete rurales. Tiene una extensión de 1502 km² y unos 54 000 habitantes. Su capital es Sidi Ifni.

## Geografía

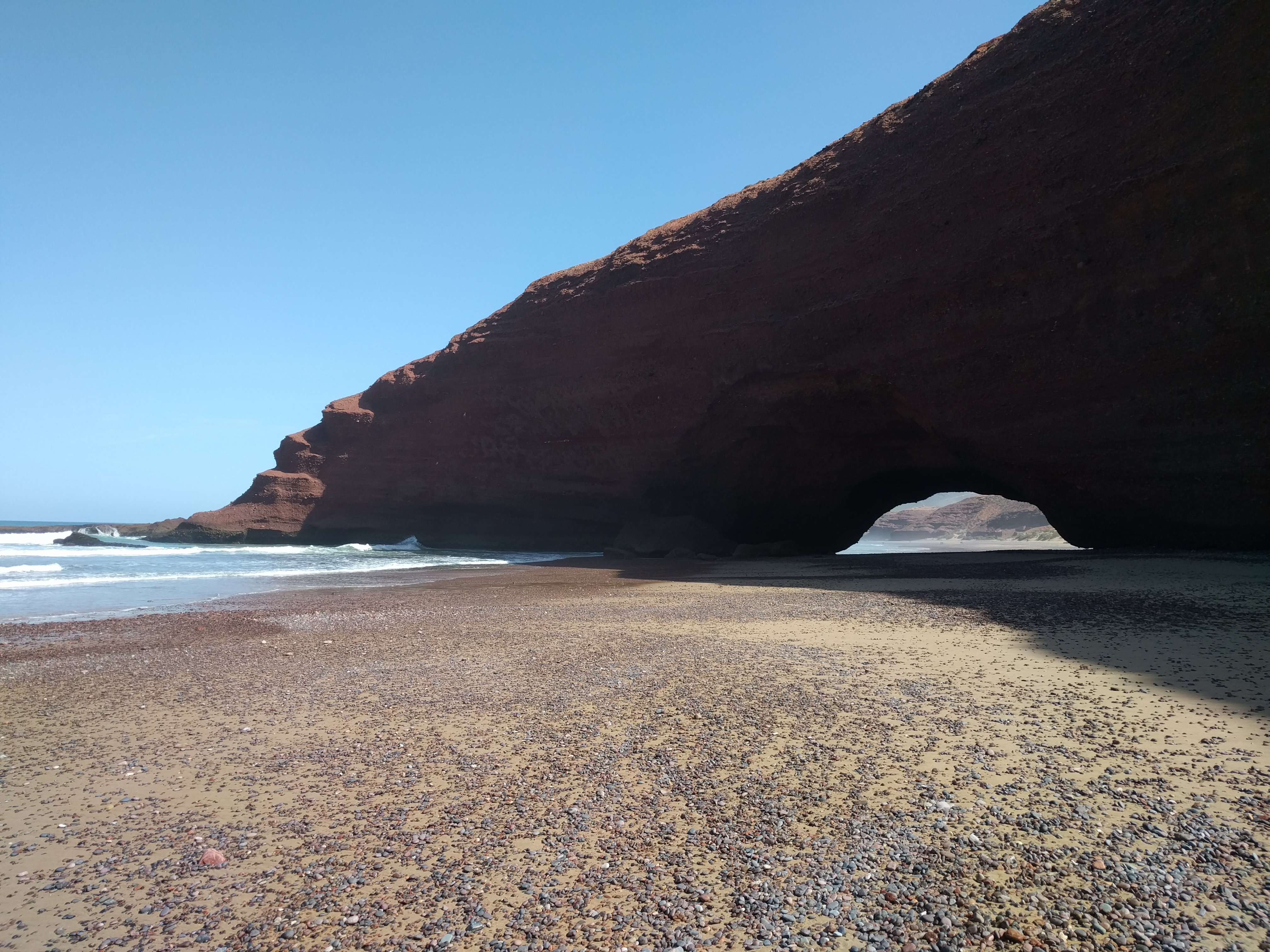
Playa de Gezira, Nahias de Sidi Ifni.

Se trata de una franja de tierra de unos ochenta kilómetros de costa y veinticinco kilómetros hacia el interior situada en la costa atlántica entre las estribaciones del Anti-Atlas y el océano. Se encuentra a unos 300 kilómetros (170 millas náuticas) de la isla de Lanzarote. El clima es árido, más suave en la franja costera, con una pluviosidad irregular y temperaturas altas y regulares. La población está compuesta fundamentalmente por la tribu bereber de los baamarani, de religión islámica.
Existen cultivos de subsistencia de cebada, argán (el pasto habitual de los camellos) y trigo. La colonización española introdujo el cultivo del ricino, de cuyas semillas se extraen aceites lubricantes, y del henequén, que proporciona fibras textiles. Ganadería extensiva de ganado caprino, lanar y bovino (además de camellos) y explotación pesquera en la costa. La única población importante es Sidi Ifni. Las otras localidades son pequeños poblados con unos pocos cientos de habitantes. Las lenguas oficiales son el árabe y el tamazight pero se estudia el francés y el español en el Centro Juvenil Cultural y varias escuelas de idiomas de la ciudad.

## Historia

### Cesión a España

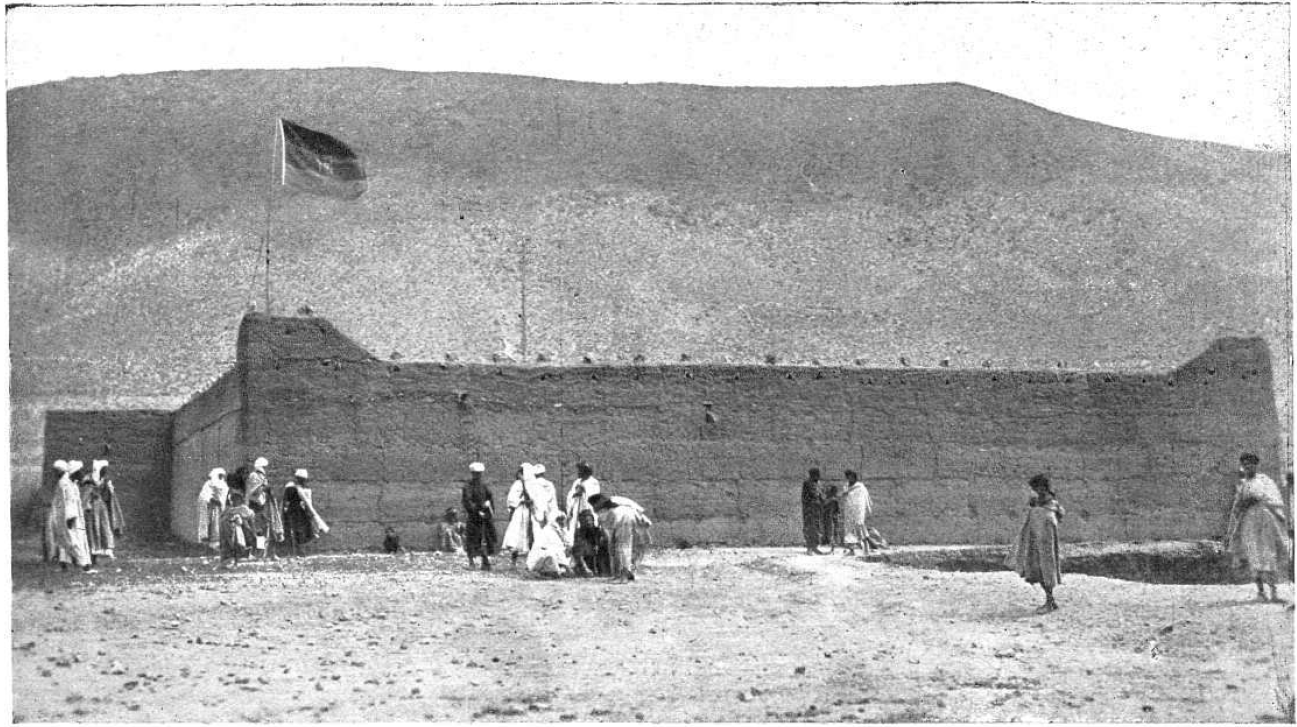
La bandera española ondeando sobre la sede provisional del gobierno del Territorio de Ifni el 7 de abril de 1934, que marcó la ocupación efectiva de Ifni por los españoles.

Mapa de 1914 donde se muestra el reparto de África, realizado por las potencias europeas colonizadoras, acelerado tras la Conferencia de Berlín de 1885.

La presencia española en la región data de la época de los Reyes Católicos, cuando Diego de Herrera fundó (1476 o 1478) en un lugar de la costa utilizado como base temporal de marineros y pescadores españoles desde hacía tiempo (el río de la Mar Pequeña), un asentamiento denominado Santa Cruz de la Mar Pequeña reconstruida en 1496. 
Un territorio como derecho por ese antiguo establecimiento, fue reconocido a España por Marruecos el 26 de abril de 1860, mediante el Tratado de Paz y de Amistad entre España y Marruecos firmado en Tetuán, tras una corta guerra. Se sabía que la torre estaba cerca de Tarfaya, pero se aludió a que se ignoraba la localización exacta de aquella base española perdida en el siglo XVI, con lo que la determinación de qué lugar debía cederse a España fue objeto de todo tipo de hipótesis. Se propuso la desembocadura de varios ríos: el Draa, el Schbeika, el Massa, el Assaka, e incluso la ciudad de Agadir, entre otras localizaciones posibles. Finalmente se optó por la conocida como Sidi Ifni, aunque investigaciones recientes apuntan a que pueden reconocerse los restos del fuerte de Santa Cruz en el lugar conocido como Puerto Cansado (que también se ha conocido sucesivamente por los nombres de Argila, ErRjeila, Guader, Agwitir, Port Hillsborough, Khnifir o El Kra'an).

### Colonia española

Mapa del África Occidental Española hasta 1956.

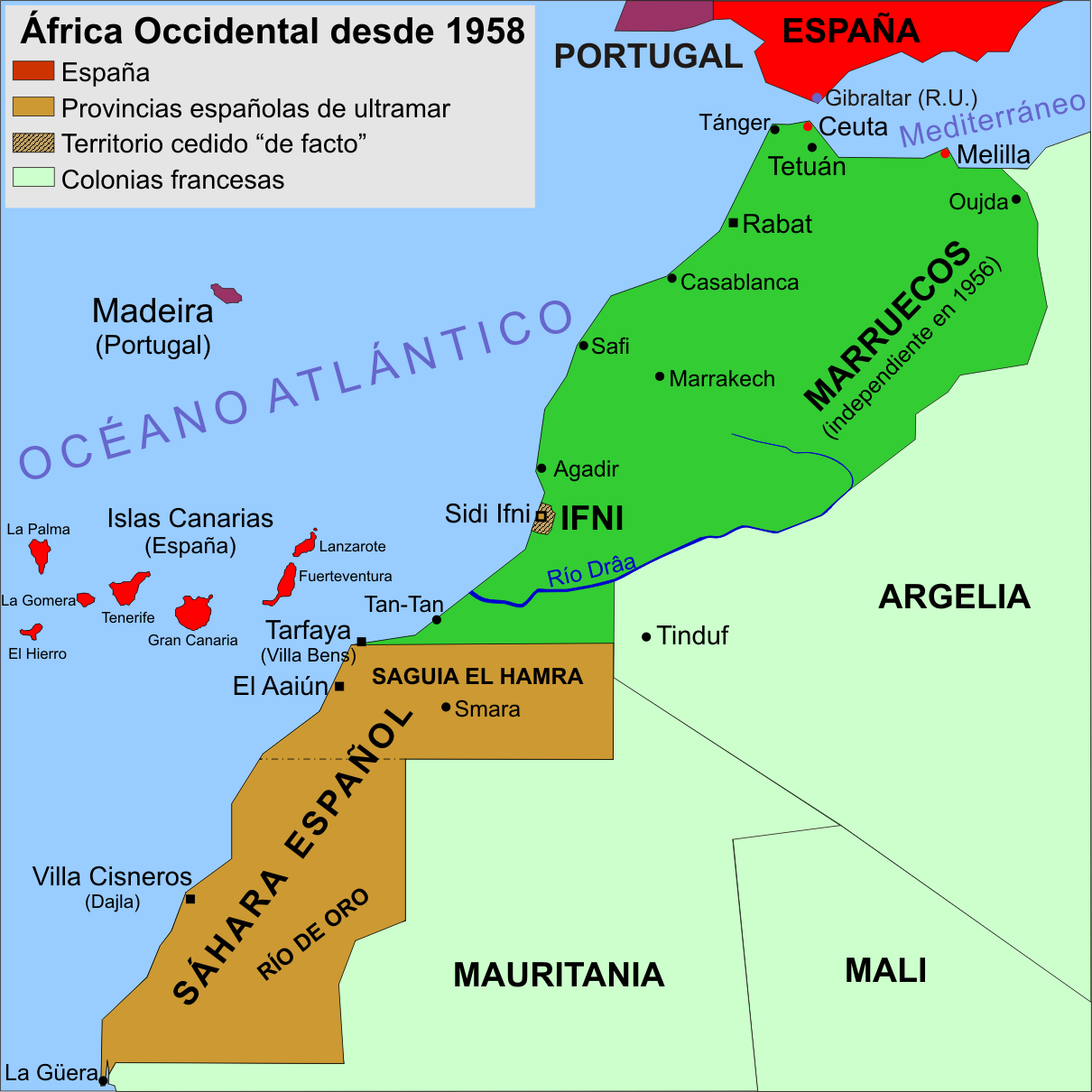
Mapa del África Occidental Española desde 1958.

A pesar de quedar decidida la ubicación en Sidi Ifni, la presencia española fue inexistente hasta 1934, cuando el coronel Osvaldo Capaz tomó posesión de la zona. No obstante, los límites de la colonia, fijados por un tratado de 1912 con Francia, son notablemente más reducidos que los establecidos en 1860.
Con motivo de la sublevación militar de 1936 contra la República Española, el territorio queda en manos del bando sublevado desde el principio. Se formaron los conocidos como tabores de Tiradores de Ifni que fueron seis, si contamos al de Sáhara-Ifni y se hicieron famosos en ese conflicto.
Hasta 1952, Ifni tuvo el estatus de protectorado. En ese año se convirtió en parte del África Occidental Española (entidad que agrupaba las colonias del Sáhara español y Cabo Juby, con capital en Villa Bens –actual Tarfaya–, en Marruecos).
Desde que Marruecos obtuvo la independencia en 1956, reclamó el territorio en diversas ocasiones. La primera en agosto de 1957, alegando que el tratado franco-español de 1912 había sido derogado. A finales de 1957 se produjeron graves incidentes fronterizos siendo el principio de la guerra de Ifni, siendo las guarniciones de Ifni atacadas por tropas irregulares lideradas por nacionalistas marroquíes del Partido Istiqlal y apoyadas tácitamente por el rey, autodenominadas Ejército de Liberación Marroquí (ELN). El Ejército español se retiró de la mayor parte del territorio con el propósito de establecer una línea defensiva que fuera limitada, cercana a la capital, fácil de defender e impenetrable. El ELN se limitó a tomar el control de ese territorio abandonado. 
Si bien esta guerra no fue nunca formalmente declarada ni finalizada, España y Marruecos firmaron el 1 de abril de 1958 los Acuerdos de Cintra, por los que se cedía Cabo Juby (con capital en Villa Bens, actual Tarfaya) a Marruecos en junio de 1958, en cumplimiento de los acuerdos de independencia de Marruecos en 1956. Sin embargo, el territorio perdido en Ifni no fue recuperado, pasando de hecho a Marruecos; las posiciones militares de la línea defensiva española constituyeron la frontera hasta el mismo momento de la retrocesión de Ifni a Marruecos en 1969. La administración de España sobre el territorio de Ifni era efectiva solo en las inmediaciones de la capital, Sidi Ifni.

### Provincia de ultramar

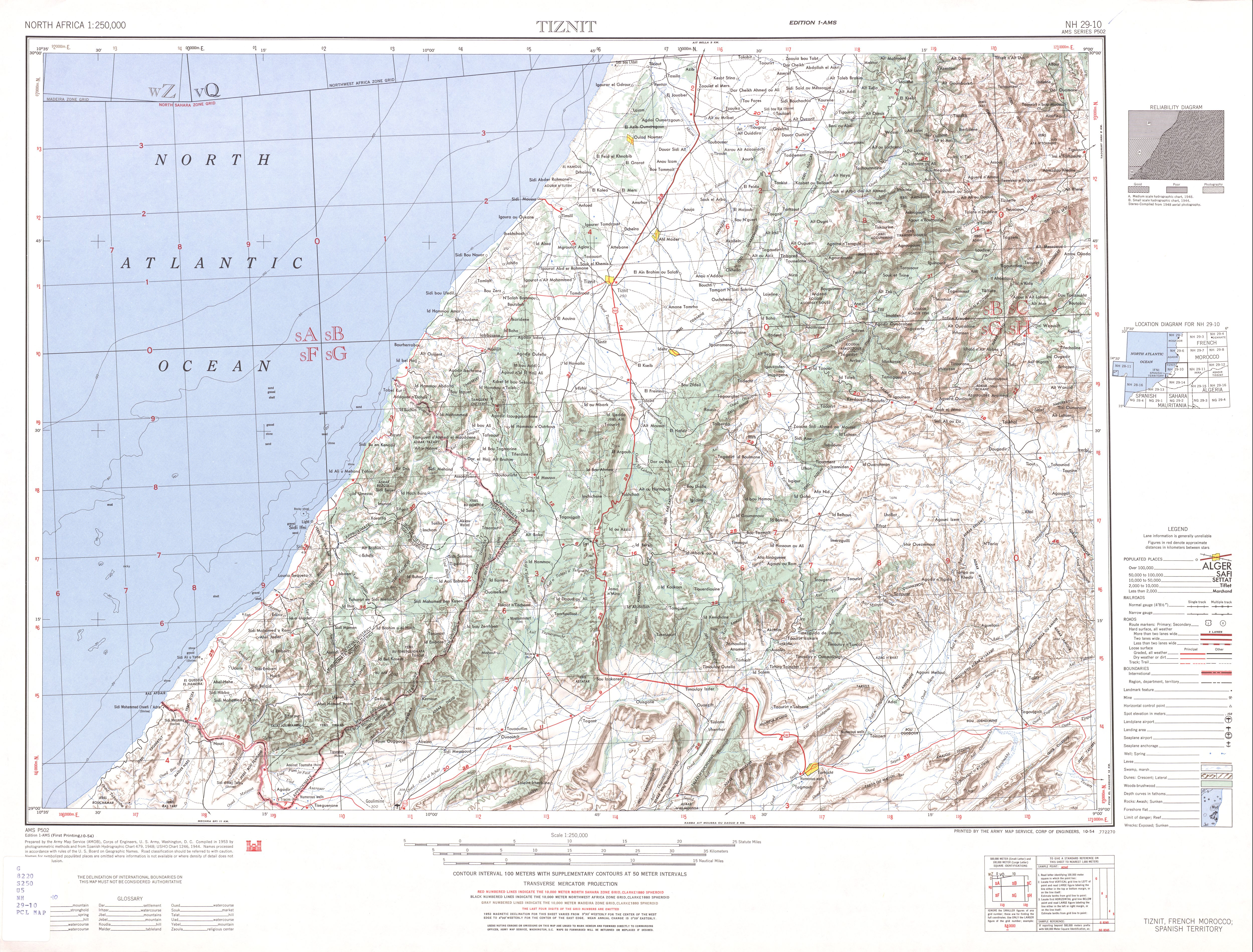
Mapa donde aparecen los límites aproximados de la provincia española de Ifni.

Ifni constituyó desde 1958 (terminada la guerra) hasta junio de 1969 (retrocesión a Marruecos) una provincia española, regida por un gobernador general, que enviaba procuradores a las Cortes franquistas, siendo territorialmente y en la práctica solo un núcleo poblacional (una ciudad) española más.
| Población          | Habitantes | Europeos | % de europeos |
| ------------------ | ---------- | -------- | ------------- |
| Censo de 1960      | 49 889     | 8219     | 16,5 %        |
| Estimación de 1965 | 52 536     | 9376     | 17,8 %        |

Durante los siguientes años, la presión internacional (Resolución 1514 de la Asamblea General de las Naciones Unidas de 14 de diciembre de 1960 sobre descolonización, en la que se incluía a Ifni como territorio no autónomo; resolución 2072(XX) de las Naciones Unidas de 16 de diciembre de 1965, en la que se insta al Gobierno de España como potencia administradora, a descolonizar los territorios de Ifni y Sáhara español) hizo que España comenzara las conversaciones con Marruecos que desembocaron, a comienzos de 1969, en el acuerdo de retrocesión del territorio a Marruecos —acuerdo del Gobierno de España de 12 de octubre de 1968—. La bandera de España se arrió de Sidi Ifni el 30 de junio de 1969. El artículo 7 del Tratado de Fez de 1969 entre Marruecos y España, respecto del Territorio de Ifni, y en relación con la defensa y protección de los idiomas español y haquetía, declara: "El Gobierno marroquí no pondrá inconvenientes al mantenimiento de las instituciones culturales y de enseñanza españolas existentes en el territorio y dará facilidades para la apertura de aquellas que el Gobierno español pueda considerar convenientes".

Ifni español
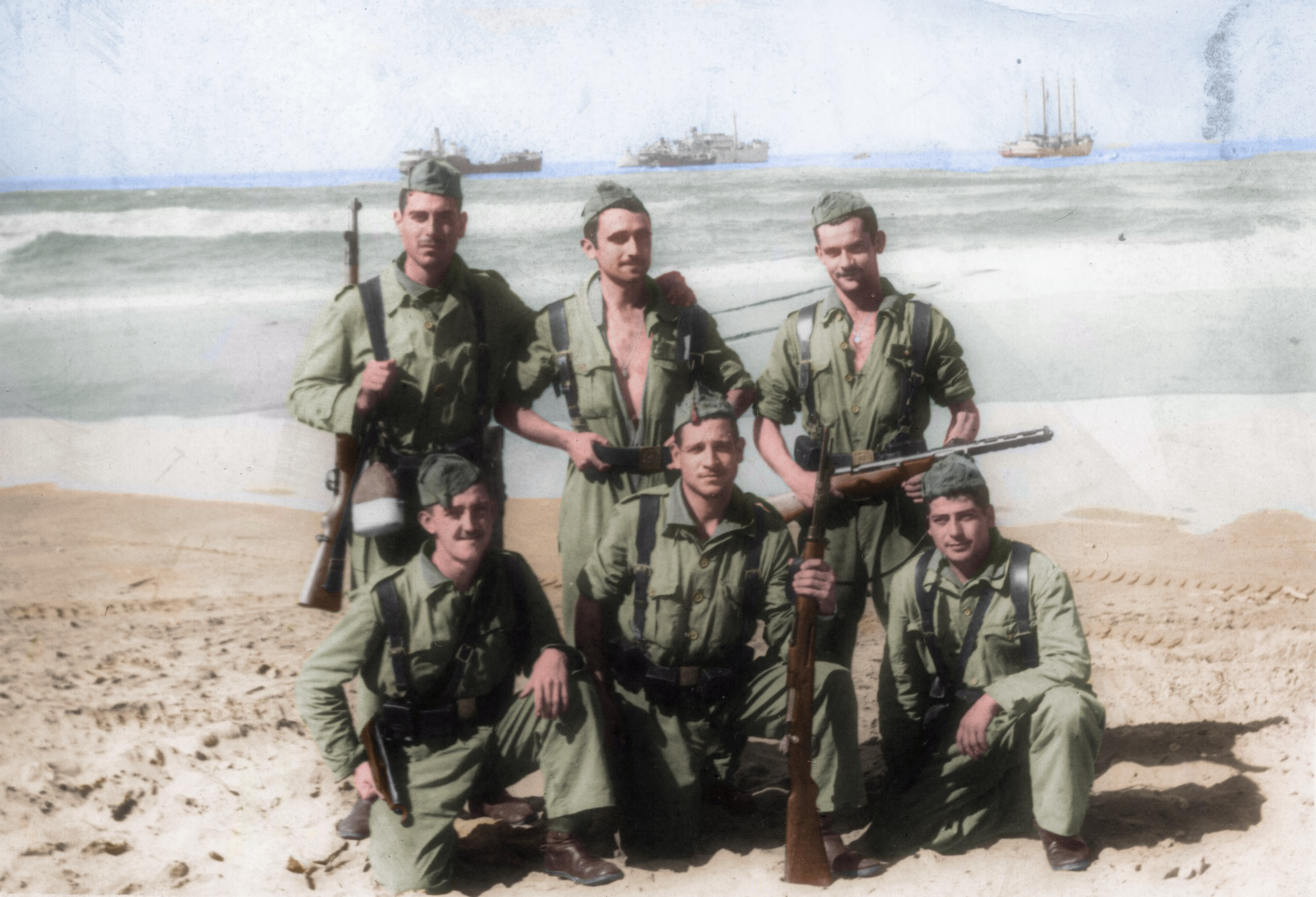
Soldados españoles en 1957
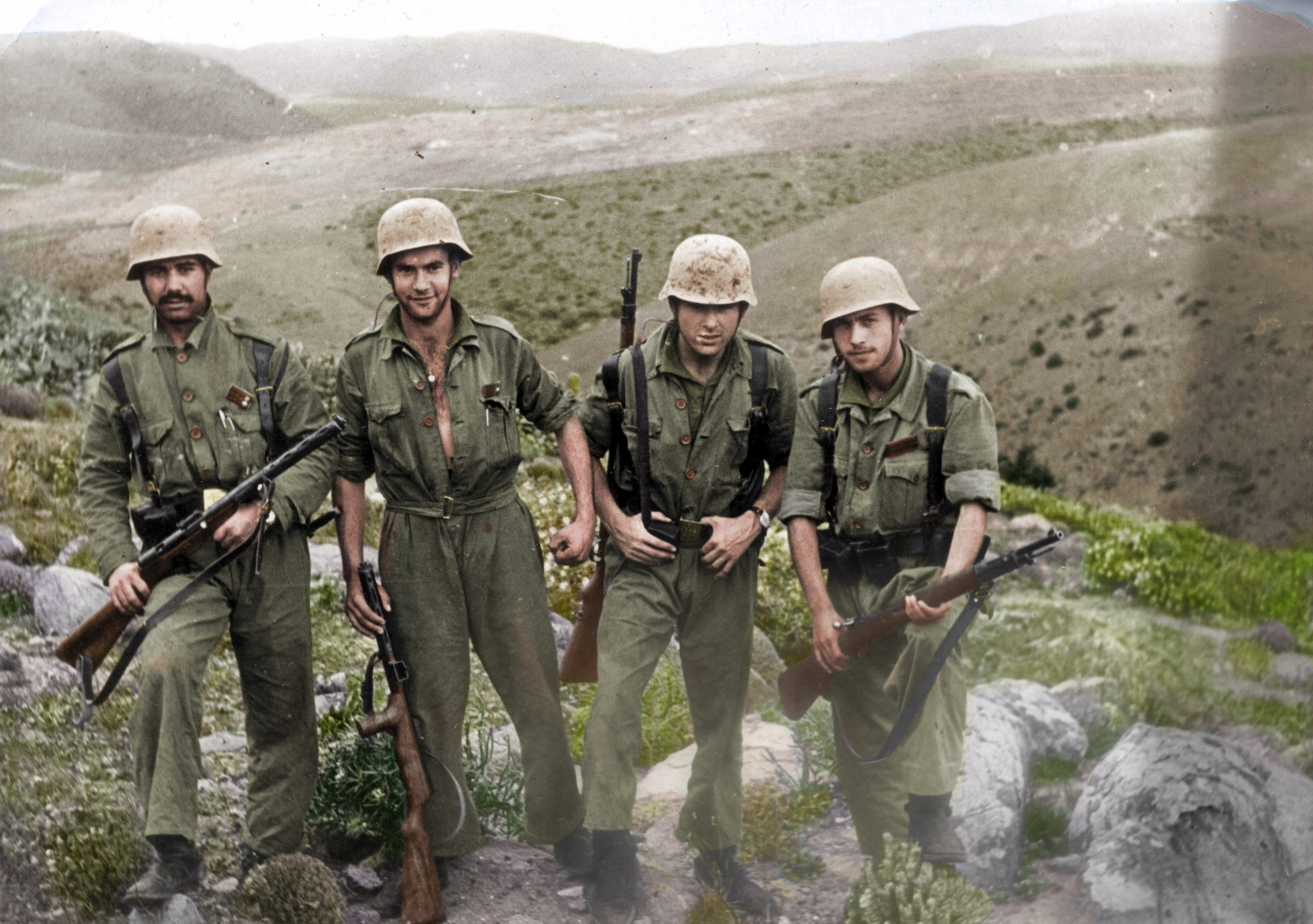
Soldados españoles en 1958
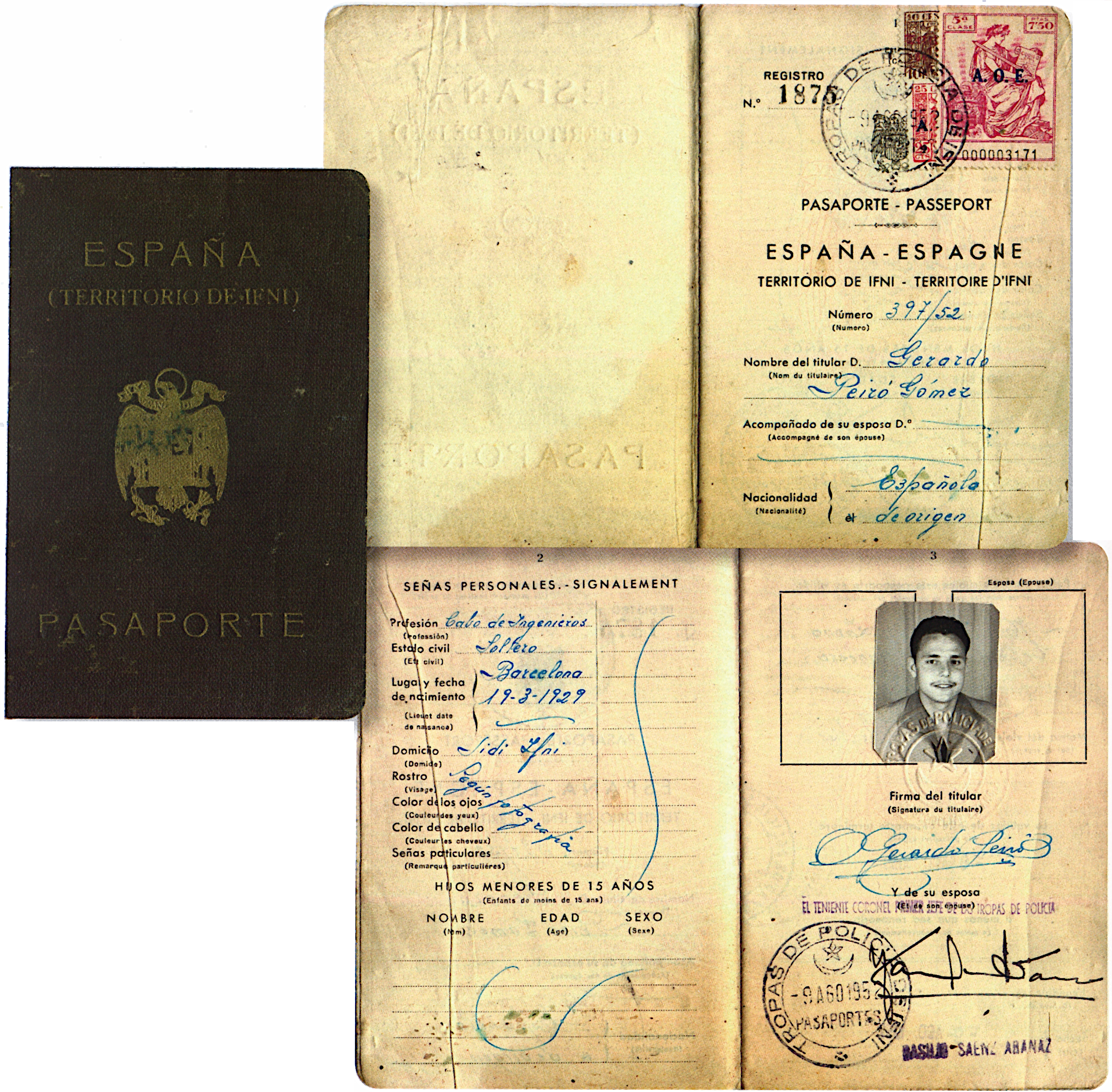
Pasaporte español emitido en Ifni, una posesión colonial en el norte de África.
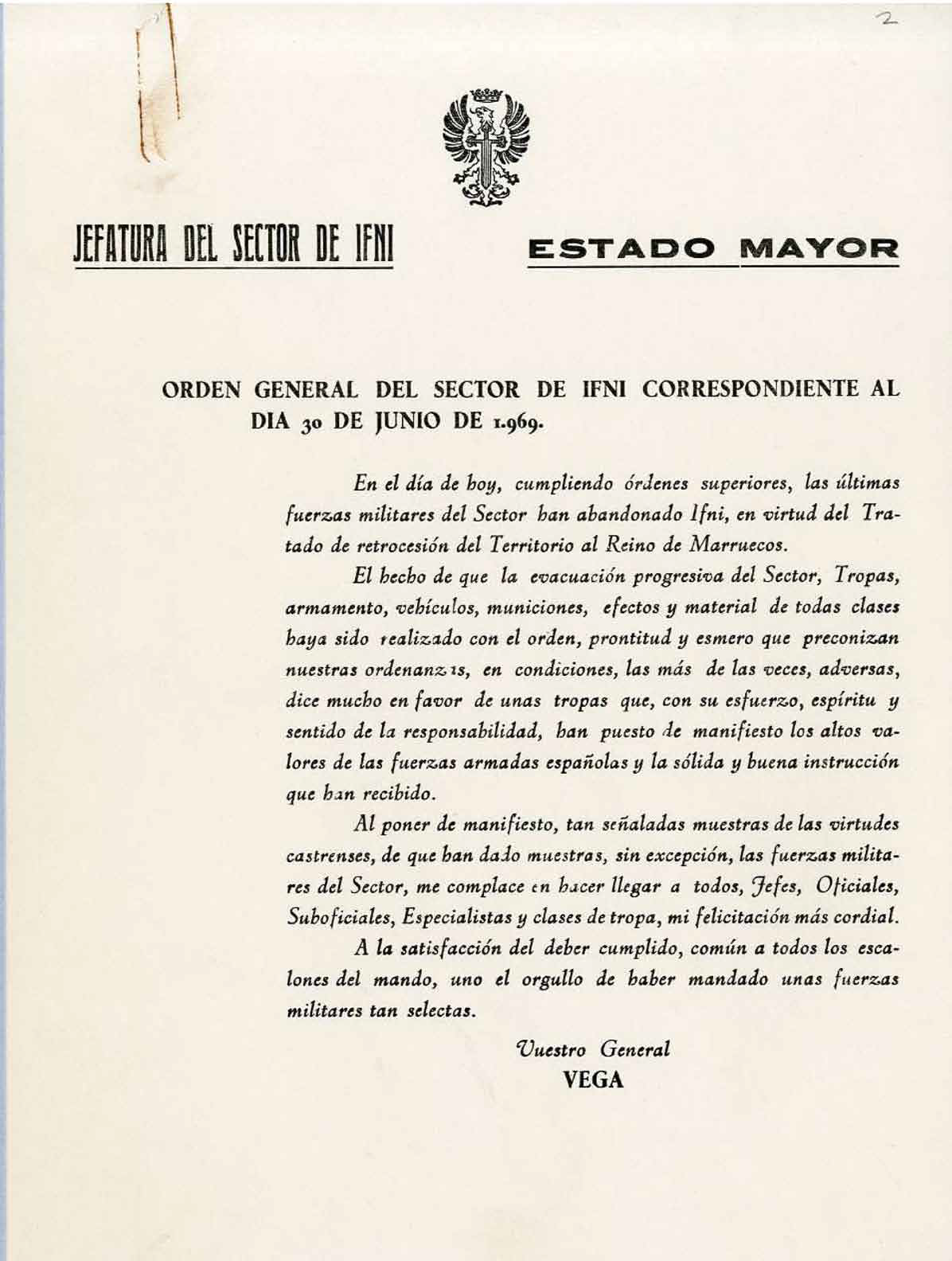
Última Orden General del Sector Ifni. 30 de junio de 1969.
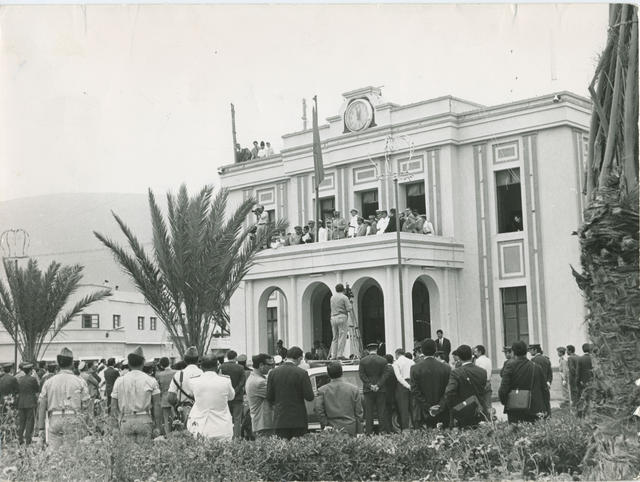
Ceremonia de cesión de Ifni a Marruecos, 1 Julio 1969.